# Wally Kinnear
William Nicoll Duthie Kinnear, detto Wally (Marykirk, 3 dicembre 1880 – Leicester, 5 marzo 1974), è stato un canottiere britannico.

## Palmarès
- Oro a Stoccolma 1912 nel singolo maschile.